# Clathrina dubia
Clathrina dubia är en svampdjursart som först beskrevs av Arthur Dendy 1891.  Clathrina dubia ingår i släktet Clathrina och familjen Clathrinidae. Inga underarter finns listade i Catalogue of Life.